# Presidenti del Cile
I presidenti del Cile si sono succeduti a partire dal 1826, allorché fu abolita la carica di Director supremo.
Il presidente rappresenta il capo di Stato e di governo del Paese, è eletto con un mandato di quattro anni a suffragio popolare diretto e, a seguito della riforma costituzionale del 2005, non è immediatamente rieleggibile.

## Lista

### Presidenti 1826-1920
| Presidente | Presidente | Presidente                      | Partito                     | Inizio            | Fine              |
| ---------- | ---------- | ------------------------------- | --------------------------- | ----------------- | ----------------- |
|            |            | Manuel Blanco Encalada          |                             | 9 luglio 1826     | 9 settembre 1826  |
|            |            | Agustín Eyzaguirre Arechavala   |                             | 9 settembre 1826  | 25 gennaio 1827   |
|            |            | Ramón Freire Serrano            | Partito Liberale            | 25 gennaio 1827   | 5 maggio 1827     |
|            |            | Francisco Antonio Pinto Díaz    | Partito Liberale            | 5 maggio 1827     | 18 luglio 1829    |
|            |            | Francisco Ramón Vicuña Larraín  |                             | 18 luglio 1829    | 19 ottobre 1829   |
|            |            | Francisco Antonio Pinto Díaz    | Partito Liberale            | 19 ottobre 1829   | 2 novembre 1829   |
|            |            | Francisco Ramón Vicuña Larraín  |                             | 2 novembre 1829   | 7 novembre 1829   |
|            |            | Ramón Freire Serrano            | Partito Liberale            | 7 novembre 1829   | 13 novembre 1829  |
|            |            | Francisco Ramón Vicuña Larraín  |                             | 13 novembre 1829  | 7 dicembre 1829   |
|            |            | Ramón Freire Serrano            | Partito Liberale            | 7 dicembre 1829   | 24 dicembre 1829  |
|            |            | José Tomás Ovalle Bezanilla     | Partito Conservatore        | 24 dicembre 1829  | 18 febbraio 1830  |
|            |            | Francisco Ruiz-Tagle Portales   |                             | 18 febbraio 1830  | 1º aprile 1830    |
|            |            | José Tomás Ovalle Bezanilla     | Partito Conservatore        | 1º aprile 1830    | 21 marzo 1831     |
|            |            | Fernando Errázuriz Aldunate     |                             | 21 marzo 1831     | 18 settembre 1831 |
|            |            | José Joaquín Prieto Vial        | Partito Conservatore        | 18 settembre 1831 | 18 settembre 1841 |
|            |            | Manuel Bulnes Prieto            | Partito Conservatore        | 18 settembre 1841 | 18 settembre 1851 |
|            |            | Manuel Montt Torres             | Partito Conservatore        | 18 settembre 1851 | 18 settembre 1861 |
|            |            | José Joaquín Pérez Mascayano    | Partito Conservatore        | 18 settembre 1861 | 18 settembre 1871 |
|            |            | Federico Errázuriz Zañartu      | Partito Liberale            | 18 settembre 1871 | 18 settembre 1876 |
|            |            | Aníbal Pinto Garmendia          | Partito Liberale            | 18 settembre 1876 | 18 settembre 1881 |
|            |            | Domingo Santa María González    | Partito Liberale            | 18 settembre 1881 | 18 settembre 1886 |
|            |            | José Manuel Balmaceda Fernández | Partito Liberale            | 18 settembre 1886 | 29 agosto 1891    |
|            |            | Manuel Baquedano González       |                             | 29 agosto 1891    | 31 agosto 1891    |
|            |            | Jorge Montt Álvarez             |                             | 31 agosto 1891    | 26 dicembre 1891  |
|            |            | Jorge Montt Álvarez             | Militare                    | 26 dicembre 1891  | 18 settembre 1896 |
|            |            | Federico Errázuriz Echaurren    | Partito Liberale            | 18 settembre 1896 | 12 luglio 1901    |
|            |            | Aníbal Zañartu Zañartu          |                             | 12 luglio 1901    | 18 settembre 1901 |
|            |            | Germán Riesco Errázuriz         | Partito Liberale            | 18 settembre 1901 | 18 settembre 1906 |
|            |            | Pedro Montt Montt               | Partito Nazionale del Cile  | 18 settembre 1906 | 16 agosto 1910    |
|            |            | Elías Fernández Albano          | Partito Conservatore        | 16 agosto 1910    | 6 settembre 1910  |
|            |            | Emiliano Figueroa Larraín       | Partito Liberale            | 6 settembre 1910  | 23 dicembre 1910  |
|            |            | Ramón Barros Luco               | Partito Liberale            | 23 dicembre 1910  | 23 dicembre 1915  |
|            |            | Juan Luis Sanfuentes Andonaegui | Partito Liberal Democratico | 23 dicembre 1915  | 23 dicembre 1920  |

### Presidenti dal 1920
| Presidente                                            | Presidente | Presidente                         | Partito                                                | Elezione               | Inizio            | Fine              |
| ----------------------------------------------------- | ---------- | ---------------------------------- | ------------------------------------------------------ | ---------------------- | ----------------- | ----------------- |
|                                                       |            | Arturo Alessandri Palma            | Partito Liberale                                       | 1920                   | 23 dicembre 1920  | 11 settembre 1924 |
| Giunta di governo (11 settembre 1924 - 20 marzo 1925) |            |                                    |                                                        |                        |                   |                   |
|                                                       |            | Arturo Alessandri Palma            | Partito Liberale                                       | Reinsediato            | 12 marzo 1925     | 1º ottobre 1925   |
|                                                       |            | Luis Barros Borgoño                | Partito Liberale                                       | Ad interim             | 1º ottobre 1925   | 23 dicembre 1925  |
|                                                       |            | Emiliano Figueroa Larraín          | Partito Liberal Democratico                            | 1925                   | 23 dicembre 1925  | 10 maggio 1927    |
|                                                       |            | Carlos Ibáñez del Campo            | Militare                                               | Colpo di Stato, 1927   | 10 maggio 1927    | 26 luglio 1931    |
|                                                       |            | Pedro Opazo Letelier               | Partito Liberal Democratico                            | Ad interim             | 26 luglio 1931    | 27 luglio 1931    |
|                                                       |            | Juan Esteban Montero Rodríguez     | Partito Radicale del Cile                              | Ad interim             | 27 luglio 1931    | 3 settembre 1931  |
|                                                       |            | Manuel Trucco Franzani             | Partito Radicale del Cile                              | Ad interim             | 3 settembre 1931  | 15 novembre 1931  |
|                                                       |            | Juan Esteban Montero Rodríguez     | Partito Radicale del Cile                              | Ad interim, 1931       | 15 novembre 1931  | 4 giugno 1932     |
| Giunta di governo (4 giugno - 8 luglio 1932)          |            |                                    |                                                        |                        |                   |                   |
|                                                       |            | Carlos Dávila Espinoza             |                                                        | Presidente provvisorio | 8 luglio 1932     | 13 settembre 1932 |
|                                                       |            | Bartolomé Guillermo Blanche Espejo | Indipendente                                           | Presidente provvisorio | 13 settembre 1932 | 2 ottobre 1932    |
|                                                       |            | Abraham Oyanedel Urrutia           | Indipendente                                           | Ad interim             | 2 ottobre 1932    | 24 dicembre 1932  |
|                                                       |            | Arturo Alessandri Palma            | Partito Liberale                                       | 1932                   | 24 dicembre 1932  | 24 dicembre 1938  |
|                                                       |            | Pedro Aguirre Cerda                | Partito Radicale del Cile                              | 1938                   | 24 dicembre 1938  | 25 novembre 1941  |
|                                                       |            | Jerónimo Méndez Arancibia          | Partito Radicale del Cile                              | Ad interim             | 25 novembre 1941  | 2 aprile 1942     |
|                                                       |            | Juan Antonio Ríos Morales          | Partito Radicale del Cile                              | 1942                   | 2 aprile 1942     | 27 giugno 1946    |
|                                                       |            | Alfredo Duhalde Vásquez            | Partito Radicale del Cile                              | Ad interim             | 27 giugno 1946    | 3 agosto 1946     |
|                                                       |            | Vicente Merino Bielich             | Indipendente                                           | Ad interim             | 3 agosto 1946     | 13 agosto 1946    |
|                                                       |            | Alfredo Duhalde Vásquez            | Partito Radicale del Cile                              | Ad interim             | 13 agosto 1946    | 17 ottobre 1946   |
|                                                       |            | Juan Antonio Iribarren             | Partito Radicale del Cile                              | Ad interim             | 17 ottobre 1946   | 3 novembre 1946   |
|                                                       |            | Gabriel González Videla            | Partito Radicale del Cile                              | 1946                   | 3 novembre 1946   | 3 novembre 1952   |
|                                                       |            | Carlos Ibáñez del Campo            | Partito Agrario Laburista, Partito Socialista Popolare | 1952                   | 3 novembre 1952   | 3 novembre 1958   |
|                                                       |            | Jorge Alessandri Rodríguez         | Partito Liberale, Partito Conservatore Unito           | 1958                   | 3 novembre 1958   | 3 novembre 1964   |
|                                                       |            | Eduardo Frei Montalva              | Partito Democratico Cristiano del Cile                 | 1964                   | 3 novembre 1964   | 3 novembre 1970   |
|                                                       |            | Salvador Allende Gossens           | Unità Popolare (Partito Socialista del Cile)           | 1970                   | 3 novembre 1970   | 11 settembre 1973 |
|                                                       |            | Augusto Pinochet Ugarte            | Militare                                               | Golpe del 1973         | 11 settembre 1973 | 17 dicembre 1974  |
|                                                       |            | Augusto Pinochet Ugarte            | Militare                                               | Regime militare        | 17 dicembre 1974  | 11 marzo 1990     |
|                                                       |            | Patricio Aylwin Azócar             | Concertación (Partito Democratico Cristiano del Cile)  | 1989                   | 11 marzo 1990     | 11 marzo 1994     |
|                                                       |            | Eduardo Frei Ruiz-Tagle            | Concertación (Partito Democratico Cristiano del Cile)  | 1993                   | 11 marzo 1994     | 11 marzo 2000     |
|                                                       |            | Ricardo Lagos Escobar              | Concertación (Partito per la Democrazia)               | 1999                   | 11 marzo 2000     | 11 marzo 2006     |
|                                                       |            | Michelle Bachelet Jeria            | Concertación (Partito Socialista del Cile)             | 2005                   | 11 marzo 2006     | 11 marzo 2010     |
|                                                       |            | Sebastián Piñera                   | Coalizione per il Cambiamento (Rinnovamento Nazionale) | 2009                   | 11 marzo 2010     | 11 marzo 2014     |
|                                                       |            | Michelle Bachelet Jeria            | Nuova Maggioranza (Partito Socialista del Cile)        | 2013                   | 11 marzo 2014     | 11 marzo 2018     |
|                                                       |            | Sebastián Piñera                   | Chile Vamos (Rinnovamento Nazionale)                   | 2017                   | 11 marzo 2018     | 11 marzo 2022     |
|                                                       |            | Gabriel Boric                      | Apruebo Dignidad (Convergencia Social)                 | 2021                   | 11 marzo 2022     | in carica         |